# Сас (Ла-Корунья)
Сас (гал. Zas, ісп. Zas) — муніципалітет в Іспанії, у складі автономної спільноти Галісія, у провінції Ла-Корунья. Населення — 5385 осіб (2009).
Муніципалітет розташований на відстані близько 526 км на північний захід від Мадрида, 53 км на південний захід від Ла-Коруньї.
Муніципалітет складається з таких паррокій: О-Альйо, Байо, Брандоміль, Брандоньяс, Каррейра, Гандара, Ламас, Лороньйо, Міра, Муїньйо, Сан-Кременсо-де-Пасос, Сан-Мартіньйо-де-Меанос, Санта-Сія-де-Рома, Санто-Адріан-де-Кастро, Вілар, Сас.

## Демографія
Динаміка населення (INE ):

## Галерея зображень

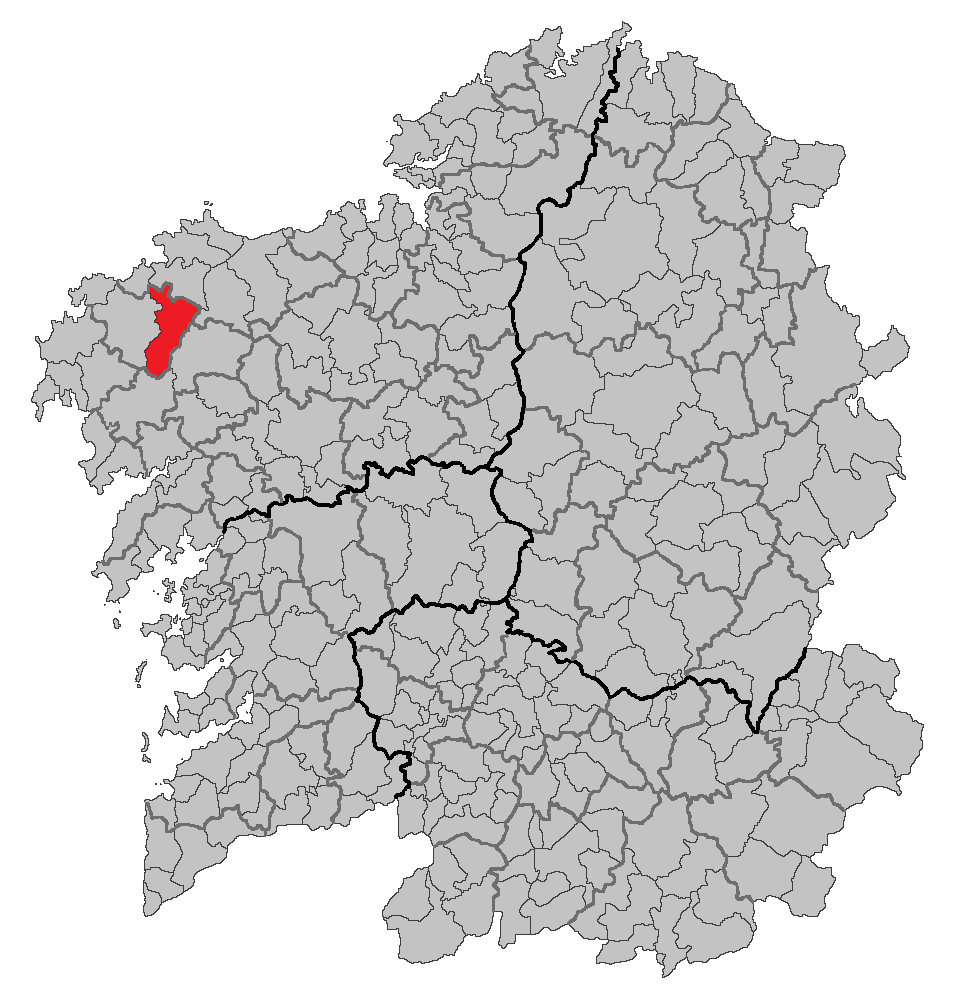
Розташування муніципалітету